# Ramas meníngeas de los nervios espinales
Las ramas meníngeas de los nervios espinales, también conocidas como nervios sinuvertebrales (de Luschka), nervios recurrentes de Luschka o nervios recurrentes meníngeos, son una serie de nervios de pequeño calibre que parten del nervio espinal cerca de la bifurcación de este en ramos o raíces posterior (dorsal) o anterior (ventral). Junto con ramas comunicantes que vinculan el nervio espinal y el tronco simpático, aportan inervación simpática al ligamento vertebral común posterior, a la superficie ventral de la duramadre espinal y al anillo fibroso del disco intervertebral.
Fueron descritas por primera vez por el anatomista alemán Hubert von Luschka.

## Anatomía
Tras la salida del nervio espinal a través del agujero de conjunción, cerca de realizarse su subdivisión en ramas espinales posterior y anterior, este da una rama que vuelve a entrar por el foramen cruzando el cuerpo vertebral caudal al pedículo vertebral, y se extiende ofreciendo inervación al ligamento vertebral común posterior o ventral, a la duramadre espinal y al anillo fibroso del disco intervertebral. Algunos autores han descrito que su salida se produce posterior a la bifurcación a partir de la raíz anterior o ventral.
Además, algunas de estas ramas se extienden hacia segmentos superiores (y, con menor frecuencia, inferiores), donde se anastomosan con nervios recurrentes de segmentos vertebrales adyacentes. Su terminación se da a través de ramas comunicantes que conectan estos nervios con el tronco simpático o a través de conexiones con la raíz ventral. La cantidad de ramas comunicantes que participan en la inervación varía según el segumento medular. Asimismo, el número de ramas meníngeas que parten del nervio espinal puede variar de una a seis.
Varios estudios han relacionado la compresión o el bloqueo de las ramas recurrentes meníngeas con el dolor lumbar crónico.